# Roland Kollmann
Roland Kollmann (ur. 8 października 1976 w Villach) – austriacki piłkarz występujący na pozycji napastnika. Zawodnik klubu Grazer AK.

## Kariera klubowa
Kollmann jako junior grał w zespole SC Landskron. W 1998 roku trafił do Tirolu Innsbruck z Bundesligi. W 1999 roku odszedł do ekipy FC Kärnten występującej w Erste Lidze. W 2001 roku z 28 bramkami na koncie został królem strzelców tych rozgrywek. W 2001 roku podpisał kontrakt z holenderskim FC Twente. Eredivisie zadebiutował 25 sierpnia 2001 roku w wygranym 3:0 pojedynku z Rodą Kerkrade. W Twente spędził pół roku.
W styczniu 2002 roku Kollmann wrócił do Austrii, gdzie został graczem klubu Grazer AK (Bundesliga). Pierwszy ligowy mecz zaliczył tam 23 lutego 2002 roku przeciwko Austrii Wiedeń (1:1). 31 marca 2002 roku w zremisowanym 2:2 spotkaniu z Rapidem Wiedeń strzelił pierwszego gola w Bundeslidze. Barwy Grazeru reprezentował przez 5,5 roku. W tym czasie zdobył z klubem mistrzostwo Austrii (2004), 2 Puchary Austrii (2002, 2004), Superpuchar Austrii (2002), a także wywalczył z nim 2 wicemistrzostwa Austrii (2003, 2005). W 2004 roku został także królem strzelców Bundesligi. W 2007 roku, po degradacji Grazeru do Regionalligi Mitte, opuścił drużynę.
W 2007 roku Kollmann odszedł do Austrii Kärnten, również z Bundesligi. W jej barwach zadebiutował 10 lipca 2007 roku w przegranym 0:1 ligowym pojedynku z LASK-iem Linz. W Austrii Kärnten spędził rok. W 2008 roku wrócił do Grazeru AK grającego w Regionallidze Mitte.

## Kariera reprezentacyjna
W reprezentacji Austrii Kollmann zadebiutował 26 marca 2003 roku w zremisowanym 2:2 towarzyskim meczu z Grecją. 31 marca 2004 roku w zremisowanym 1:1 towarzyskim pojedynku ze Słowacją strzelił pierwszego gola w kadrze. W latach 2003–2005 w drużynie narodowej rozegrał 11 spotkań i zdobył 4 bramki.